# 張吉竜
張 吉竜 (ちょう きつりゅう、チャン・チーロン、英語: Zhang Jilong、簡体字中国語: 张吉龙、1952年2月9日- ) はアジアサッカー連盟 (AFC) の現副会長、現FIFA理事。中国・山東省煙台市出身。AFC会長を2011年6月14日から2013年5月1日まで務めた。2002年から2011年まではAFCのヴァイスプレジデントを、2007年1月11日から2011年8月1日まではAFCのシニア・バイス・プレジデントを務めていた。

## 初期
張は1952年2月9日に山東省の煙台市で生まれた。17歳の時、煙台市の海運会社で仕事を始めた。1969年、人民解放軍で勤務した後、1972年に退役、北京第二外国語学院を卒業した1975年に国家体育委員会でキャリアをスタートする。国家体育委員会では外交部の仕事に従事した。翌年、彼は24歳で中国のスポーツ部門におけるナイジェリアへの対外援助事業の手助けをすることになった。ナイジェリアへの対外援助事業ではバレーボール、卓球、体操、バドミントンといったスポーツに関わった。張吉竜は翻訳・交流部門の責任者であり、2年と10ヶ月に渡って仕事を務めた。ナイジェリア代表と行った仕事は彼に人生の新しい価値観を考察する経験をもたらし、その後の彼の人生に影響を及ぼすことになった。自身の体験を振り返り、張吉竜は「仕事を振り返ってみて痛感したのは、世界のあらゆる環境にいる友人を多く作ることが重要であり、このことによって中国は発展でき、我々の地位も向上する。」と語っている。

## サッカーにおけるキャリア
1978年、張はサッカー部門に移った。中国サッカー協会が正式に発足すると、彼はサッカー協会の外交部に就任した。彼は就任後も生活を変えることはなく、サッカーの協会幹部としては珍しく自転車で協会まで通勤し、家族のために料理を作るなどしていた。
張吉竜は、自分のスタイルは誠実と正直であることと述べ、「このスタイルはいついかなる時も約束を守るということであり、これにより常に謙虚で誇張の無い仕事を行うという中国の特徴を印象付ける」と語っている。張吉竜は2008年までサッカー協会の理事を務めた後中国を離れた。しかし、彼はその後もサッカー分野で仕事を続けており、30年に渡って仕事を続けている。

### AFCでのキャリア
1989年、張吉竜はAFC規則委員会のメンバーとしてAFCに参加した。2000年4月、張はAFC財務部会の会長に就任した。1994年、張はFIFA女子部のメンバーに選出された。2002年8月1日にモハメド・ビン・ハマムがAFC会長に選出された後、張はAFCのヴァイスプレジデントに指名された。サッカー中国代表が初めて最終予選に進んだ2002 FIFAワールドカップ・アジア予選最終予選の抽選会では、中国代表がサッカーサウジアラビア代表やイラン代表との対戦を避ける手助けをしたと言われている。2007年1月に、張はAFCのシニア・ヴァイスプレジデントに選任された。2011年1月以降はFIFA理事に立候補していたが、ドーハで行われたAFC理事会での投票で敗れていた。
贈収賄の疑惑により、FIFAは2011年7月23日にハマムに資格停止処分を下し、張はアジアサッカー連盟の会長代行を務めることになった。2011年7月29日、AFCメンバーは法律委員会において、空位になっている会長の座について、AFC会長を選出する臨時総会を1年以上の後に開催することが決定されたと発表した。これは、会長選出の臨時総会は2012年まで開催されないことを意味し、張はその時まで会長を務めることになった。また、張吉竜はFIFA理事に選出された。2013年5月、AFCの役員改選が行われ、再び副会長を務めることとなった。